# مينوه (أوساكا)
مدينة مينوه (بالإنجليزية: Minoh)‏ هي أحد المدن التابعة لمحافظة أوساكا. تأسست رسميًا في 01/12/1956. ويقدر عدد سكانها بـ 127757 نسمة حسب تقدير مكتب الإحصاء الياباني لعام 2012. تبلغ مساحة مينوه 47.84 كم2. بكثافة سكانية تبلغ 2671 نسمة/كم2.

## توأمة
لمينوه (أوساكا) اتفاقيات توأمة مع:
- لور هوت

## أعلام
- آمي
- ماساشي كاميكاوا
- يوي واتانابي
- ماساكي سودا
- دون فوجي